# Shannonomyia lathraea
Shannonomyia lathraea är en tvåvingeart som först beskrevs av Alexander 1926.  Shannonomyia lathraea ingår i släktet Shannonomyia och familjen småharkrankar. Inga underarter finns listade i Catalogue of Life.